# Station Bow Brickhill
Bow Brickhill is een spoorwegstation van National Rail in Bow Brickhill, Milton Keynes in Engeland. Het station is eigendom van Network Rail en wordt beheerd door West Midland Trains. 

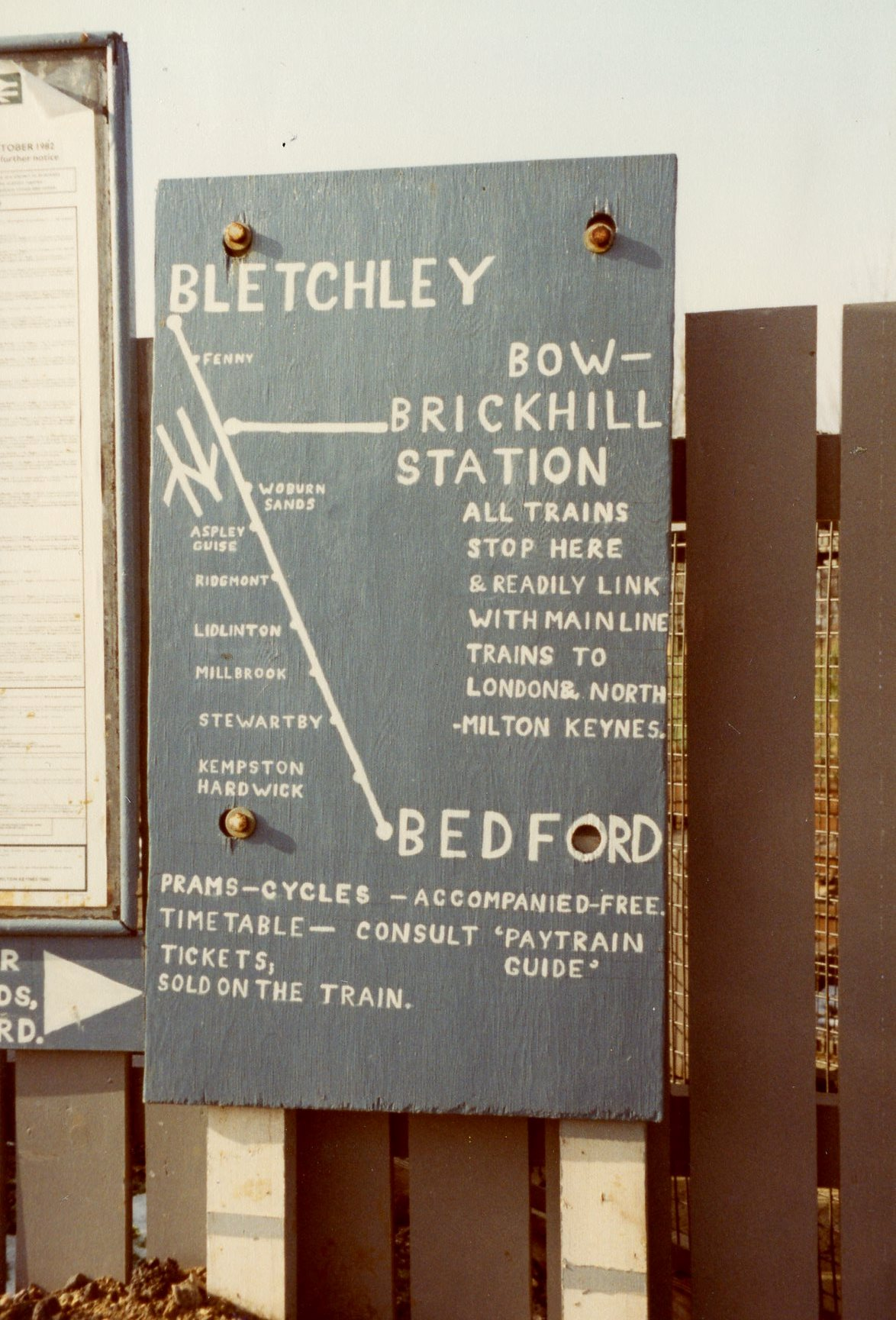
Reizigersinformatie, 1983